# Keizer Wilhelms paradijsvogel
De keizer Wilhelms paradijsvogel (Paradisaea guilielmi) is een vrij grote paradijsvogel (Paradisaeidae) uit de orde zangvogels en de superfamilie Corvoidea. De vogel is in 1888 door Jean Cabanis beschreven, vernoemd naar keizer Wilhelm II en ontdekt door de Duitser Carl Hunstein, koloniaal ambtenaar in Keizer Wilhelmsland en verzamelaar van exotische planten en dieren.

## Kenmerken
De keizer Wilhelms paradijsvogel kan ongeveer 33 cm lang kan worden, exclusief de lange staart bij het mannetje.
Het mannetje van de keizer Wilhelms paradijsvogel heeft een donker smaragdgroene bef en borst. Bij de nauw verwante paradijsvogels is dit smaragdgroen beperkt tot de keel. De iris is roodbruin, de snavel is blauwgrijs en de poten zijn paarsbruin. De sierveren aan de flanken zijn van onderen wit en verder zijn er twee lange, draadvormige sierveren die uit de staart steken. Het vrouwtje heeft een geheel bruin verenkleed. Zij verschilt van de andere paradijsvogels in dit geslacht door een kleiner formaat en meer zwart boven op de kop.

## Leefgebied
De keizer Wilhelms paradijsvogel is een endemische vogelsoort uit Papoea-Nieuw-Guinea. Het verspreidingsgebied is beperkt tot het Huonschiereiland waar de vogels voorkomen in hellingbossen in een gordel tussen de 670 en 1350 m (soms 450-1500 m) boven de zeespiegel. De keizer Wilhelms paradijsvogel is plaatselijk nog algemeen.

## Status
De keizer Wilhelms paradijsvogel komt voor in een beperkt gebied en het is niet zeker of de vogel zich zal aanpassen na het selectief kappen van oerwoud. Er zijn aanwijzingen dat deze soort dan verdrongen wordt door de Raggi's paradijsvogel. Verder wordt binnen het verspreidingsgebied oerbos omgezet in landbouwgrond, daarom staat deze paradijsvogel als Gevoelig op de Rode Lijst van de IUCN. Handel (levend, dood of in onderdelen) in deze vogelsoort (en alle andere paradijsvogels) is volgens de overeenkomst inzake de internationale handel in bedreigde soorten wilde dieren en planten (het CITES-verdrag) verboden.